# Place des Messageries-de-l'Est
La place des Messageries-de-l'Est est une voie située dans le 18e arrondissement de Paris, en France.

## Situation et accès
La place est située dans le 18e arrondissement de Paris, à l'intersection des rues Pajol, du Département et Philippe-de-Girard.

## Origine du nom

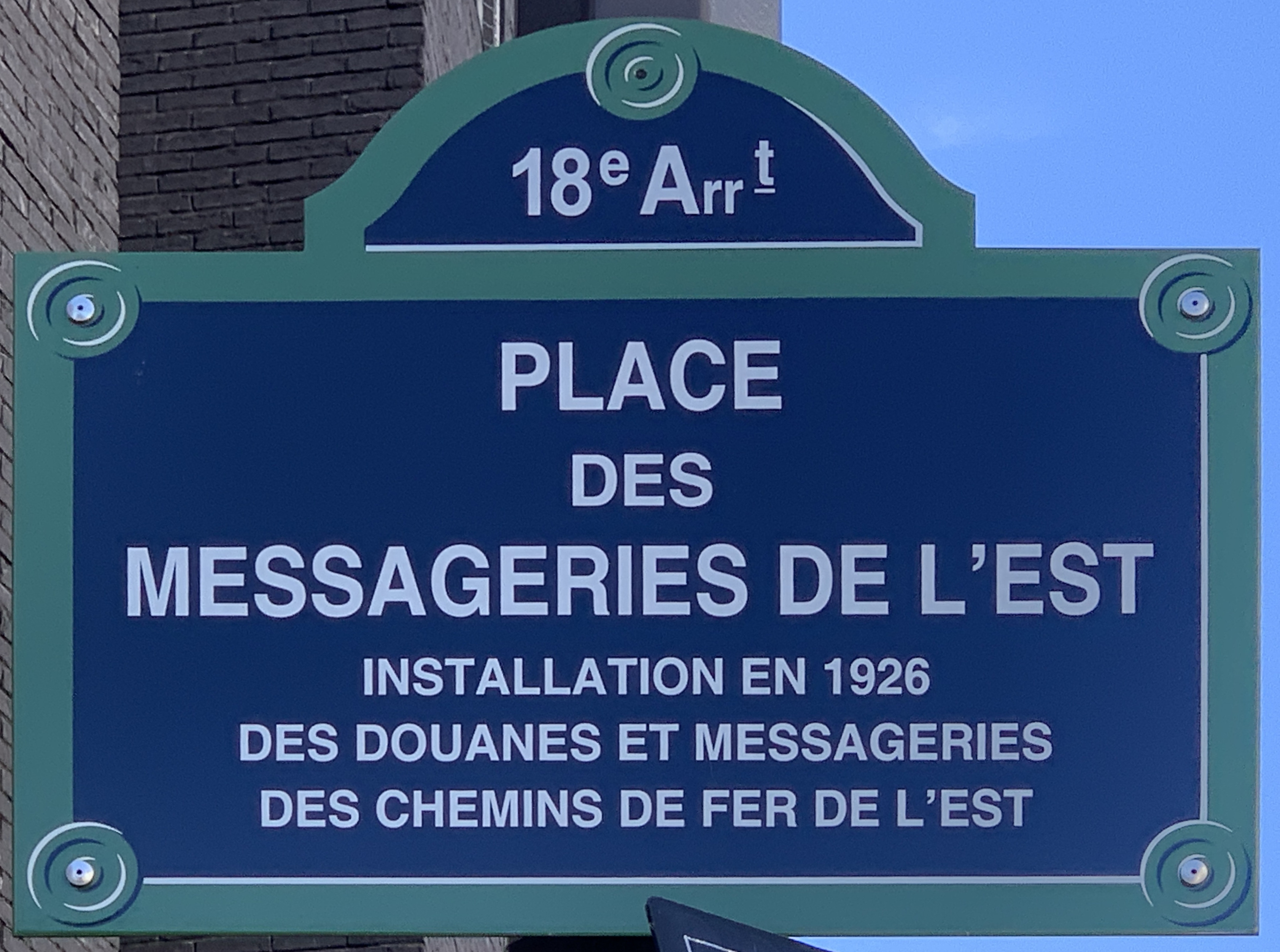
Plaque de la place.

La place porte le nom des Messageries de l'Est en souvenir du passé ferroviaire du lieu où la voie est située. En 1926, lors de l'agrandissement de la gare de l'Est, les services des Douanes et messageries des chemins de fer de l'Est sont transférés dans l'actuel bâtiment qui accueille le collège Aimé Césaire.

## Historique
Par délibération du 30 octobre 2018, la place prend la dénomination « place des Messageries de l'Est ».